# Khước Khắc
Khước Khắc hay Khích Khắc (chữ Hán: 郤克, bính âm: Xì Kè; ?-587 TCN), tức Khước Hiến tử (郤献子), là tướng nước Tấn thời Xuân Thu trong lịch sử Trung Quốc.

## Thân thế
Tổ tiên của Khước Khắc vốn gốc họ Cơ, thuộc dòng dõi công thất nước Tấn, đến đời Thúc Hổ có công nên được phong ấp ở đất Khước, lấy họ Khước làm họ. Đến đời Khước Nhuế phò giúp Tấn Huệ công, khi Tấn Văn công về nước, Khước Nhuế cùng Lã Sảnh mưu giết Tấn Văn công nên bị sát hại. Tuy nhiên Văn công vẫn cho con Khước Nhuế là Khước Khuyết lên nối chức đại phu.
Năm 597 TCN, Khước Khuyết qua đời, Khước Khắc lên nối chức đại phu, được phong làm Thượng quân tá.

## Chiến tranh với Sở
Năm 597 TCN, Sở Trang vương đánh nước Trịnh. Trịnh Tương công cầu cứu nước Tấn. Tấn Cảnh công sai Khước Khắc cùng Tuân Lâm Phủ, Sĩ Hội, Loan Thư, Tiên Hộc, Hàn Quyết cứu Trịnh. Hai bên đánh nhau ở đất Bật, quân Tấn bị đánh bại. Khi chạy về đến Hoàng Hà, các binh sĩ tranh nhau qua sông, nhiều người bị giết. Tướng Trí Anh bị bắt.
Năm 593 TCN, Tấn Cảnh công bèn phong phong Khước Khắc làm Trung quân tá, đến 591 TCN, thăng làm Trung quân tướng, tức Chính khanh nước Tấn.

## Bị chọc giận ở Tề
Năm 592 TCN, nước Tấn cử Khước Khắc và Loan Kinh đi sứ sang Tề. Cùng lúc có sứ nước Lỗ và nước Vệ sang. Để làm mẹ vui, nhân Khước Khắc bị gù, sứ nước Lỗ bị thọt chân, sứ nước Vệ bị chột, Tề Khoảnh công bèn chọn ra người bị gù tiếp đón Khước Khắc, người bị thọt tiếp đón sứ nước Lỗ và người bị chột tiếp sứ nước Vệ. Cảnh đó làm cho các phụ nữ trong hậu cung đứng trong màn để nhìn và cười nhạo.
Khước Khắc nổi giận bèn bỏ về trước, để Loan Kinh ở lại và xin Tấn Cảnh công phát binh đánh Tề để trả thù nhưng Tấn Cảnh công không nghe. Khước Khắc xin vua Tấn cho mình mang quân đội riêng đi đánh để báo thù riêng cũng không được chấp thuận. Sau đó, Tấn Cảnh công hội chư hầu ở Đoạn Đạo để trị tội các chư hầu không tuân phục. Mùa hè năm đó, Tề Khoảnh công sai các đại phu Cao Cố, Án Nhược, Sái Chiêu, Nam Quách Yển tới hội.
Sự việc tiếp theo, giữa Sử ký và Tả truyện có khác biệt. Theo Sử ký, Khước Khắc bắt và giết cả bốn sứ giả nước Tề. Theo Tả truyện, khi sứ đoàn tới Liễm Vu, Cao Cố bỏ trốn. Khi sứ đoàn tới hội thề ở đất Quyền Sở thì Tấn Cảnh công có lệnh không cho nước Tề dự. Án Nhược, Sái Chiêu và Nam Quách Yển bị bắt giam riêng biệt ra 3 nơi. Sau đó nhờ Phần Hoàng người nước Miêu can nên vua Tấn thả cho 3 đại phu nước Tề về.

## Đánh Tề
Năm 591 TCN, Tấn Cảnh công chấp thuận cho Khước Khắc đánh Tề. Quân Tấn hợp binh với nước Vệ sang đánh. Liên quân 2 nước đánh tới đất Dương Cốc. Tề Khoảnh công gửi công tử Khương Cường làm con tin, liên quân mới rút lui.
Năm 589 TCN, Tề Khoảnh công mang quân đánh nước Lỗ và nước Vệ. Vợ vua nước Vệ và vợ vua nước Lỗ đều sang nước Tấn, thông qua Khước Khắc báo tình hình lên vua Tấn, xin Tấn ra quân đánh Tề.
Tấn Cảnh công bèn sai Khước Khắc mang 800 cỗ xe, cùng Sĩ Nhiếp, Hàn Quyết và Loan Thư cứu Lỗ và Vệ. Tháng 6 năm 589 TCN, hai bên giao chiến ở núi Mị Châm. Quân Tề bắn Khước Khắc bị thương, nhưng Khước Khắc cố nén đau tự mình thúc trống. Quân Tấn hăng hái đánh bại quân Tề.
Tề Khoảnh công thua chạy, bị Hàn Quyết truy kích. Người đánh xe cho vua Tề là Phùng Sửu Phụ hiến kế tự mình vào xe giả làm vua Tề. Hàn Quyết đuổi tới nơi. Sửu Phụ lên giọng ra lệnh cho Tề Khoảnh công đang vào vai người đánh xe đi lấy nước suối Hòa Tuyền cho mình uống. Tề Khoảnh công vội chạy tới suối, gặp hai tướng Tề là Trịnh Chu Phủ và Uyển Phạt đánh xe khác tới, bèn nhảy lên xe chạy thoát. Phùng Sửu Phụ lộ chân tướng là người đóng thế, bị bắt về chỗ Khước Khắc; nhưng nghe lời phân tích lợi hại của Sửu Phụ đối với việc làm gương cho lòng trung nghĩa của bầy tôi, Khước Khắc tha chết cho Sửu Phụ nhưng vẫn thúc quân đuổi đánh vua Tề, tiến đến Mã Lăng. Tề Khoảnh công sai Tân Mỵ Nhân đi sứ, dâng đồ châu báu để xin quân Tấn rút lui. Khước Khắc không nghe, đòi vua Tề làm đường từ đông sang tây cho quân Tấn dễ dàng sang đánh và nộp mẹ (Tiêu Đồng Thúc Tử) là người đã cười nhạo mình khi đi sứ trước kia mới chấp nhận lui quân. Tân Mỵ Nhân phân tích việc bắt làm đường và nộp mẹ làm con tin là bạo ngược, chèn ép nước Tề quá đáng. Khước Khắc chấp thuận cho nước Tề giảng hòa.

## Qua đời
Năm 587 TCN, Khước Khắc qua đời. Ông làm chính khanh nước Tấn được 4 năm. Loan Thư lên kế tập chức Chính khanh. Sau khi ông mất, Tấn Cảnh công phong cho con ông là Khước Kì, người trong họ là Khước Chí và Khước Thù làm đại phu, gọi là Tam Khước.